# Diplocephalus gravidus
Diplocephalus gravidus är en spindelart som beskrevs av Embrik Strand 1906. Diplocephalus gravidus ingår i släktet Diplocephalus och familjen täckvävarspindlar. Inga underarter finns listade i Catalogue of Life.